# Radosław Matusiak
Radosław Matusiak (Łódź, 1º gennaio 1982) è un ex calciatore polacco, di ruolo attaccante.

## Carriera

### Club
Entra fra i professionisti all'età di 15 anni. Cresce nel ŁKS Łódź, dove milita per cinque anni, dal 1997 al 2002, avendo l'opportunità di esordire nell'Ekstraklasa. Dopo varie stagioni passate fra squadre di prima e seconda divisione, viene acquistato nel 2004 dal GKS Bełchatów, con cui realizza 30 gol in 78 partite e ottiene la chiamata del ct Leo Beenhakker nella Nazionale polacca.
Il 30 gennaio 2007 viene acquistato dal Palermo per 1,8 milioni di euro con un contratto di tre anni e mezzo. Esordisce in Serie A il 28 febbraio durante la partita Palermo-Milan, terminata 0-0. Dopo una presenza da subentrato contro il Messina, scende in campo in un'amichevole contro il Trapani, siglando 6 reti. Malgrado lo scarso utilizzo in partite ufficiali, riesce a segnare il suo primo gol in Serie A il 13 maggio nella sconfitta per 3-2 contro l'Ascoli, già retrocesso matematicamente. A causa di un lieve infortunio è poi costretto a saltare le ultime due partite della stagione.
Il 23 agosto 2007 si trasferisce all'Heerenveen per 3 milioni di euro.
Il 31 gennaio 2008 torna in prestito per sei mesi al Wisla Cracovia. Al termine del prestito, rescinde consensualmente il contratto con il club olandese. Il 23 dicembre successivo firma per il Widzew Łódź. Lascia la squadra dopo 7 presenze e una rete.

### Nazionale
Ha fatto parte della Nazionale polacca dal 2006 al 2008, ma non venne convocato per Euro 2008, sebbene avesse giocato molte partite di qualificazione, raggiunta con largo anticipo.
In totale ha realizzato 7 goal in 15 partite.

## Statistiche

### Cronologia presenze e reti in Nazionale
| Cronologia completa delle presenze e delle reti in nazionale ― Polonia | Cronologia completa delle presenze e delle reti in nazionale ― Polonia | Cronologia completa delle presenze e delle reti in nazionale ― Polonia | Cronologia completa delle presenze e delle reti in nazionale ― Polonia | Cronologia completa delle presenze e delle reti in nazionale ― Polonia | Cronologia completa delle presenze e delle reti in nazionale ― Polonia | Cronologia completa delle presenze e delle reti in nazionale ― Polonia | Cronologia completa delle presenze e delle reti in nazionale ― Polonia |
| Data                                                                   | Città                                                                  | In casa                                                                | Risultato                                                              | Ospiti                                                                 | Competizione                                                           | Reti                                                                   | Note                                                                   |
| ---------------------------------------------------------------------- | ---------------------------------------------------------------------- | ---------------------------------------------------------------------- | ---------------------------------------------------------------------- | ---------------------------------------------------------------------- | ---------------------------------------------------------------------- | ---------------------------------------------------------------------- | ---------------------------------------------------------------------- |
| 6-9-2006                                                               | Varsavia                                                               | Polonia                                                                | 1 – 1                                                                  | Serbia                                                                 | Qual. Euro 2008                                                        | 1                                                                      |                                                                        |
| 7-10-2006                                                              | Alma-Ata                                                               | Kazakistan                                                             | 0 – 1                                                                  | Polonia                                                                | Qual. Euro 2008                                                        | -                                                                      | 72’                                                                    |
| 11-10-2006                                                             | Chorzów                                                                | Polonia                                                                | 2 – 1                                                                  | Portogallo                                                             | Qual. Euro 2008                                                        | -                                                                      | 74’                                                                    |
| 15-11-2006                                                             | Bruxelles                                                              | Belgio                                                                 | 0 – 1                                                                  | Polonia                                                                | Qual. Euro 2008                                                        | 1                                                                      | 80’                                                                    |
| 6-12-2006                                                              | Abu Dhabi                                                              | Emirati Arabi Uniti                                                    | 2 – 5                                                                  | Polonia                                                                | Amichevole                                                             | 1                                                                      | 64’                                                                    |
| 3-2-2007                                                               | Jerez de la Frontera                                                   | Polonia                                                                | 4 – 0                                                                  | Estonia                                                                | Amichevole                                                             | -                                                                      | 61’                                                                    |
| 7-2-2007                                                               | Jerez de la Frontera                                                   | Polonia                                                                | 2 – 2                                                                  | Slovacchia                                                             | Amichevole                                                             | 1                                                                      | 46’                                                                    |
| 24-3-2007                                                              | Varsavia                                                               | Polonia                                                                | 5 – 0                                                                  | Azerbaigian                                                            | Qual. Euro 2008                                                        | -                                                                      | 68’                                                                    |
| 22-8-2007                                                              | Mosca                                                                  | Russia                                                                 | 2 – 2                                                                  | Polonia                                                                | Amichevole                                                             | -                                                                      | 76’                                                                    |
| 8-9-2007                                                               | Lisbona                                                                | Portogallo                                                             | 2 – 2                                                                  | Polonia                                                                | Qual. Euro 2008                                                        | -                                                                      | 56’                                                                    |
| 17-10-2007                                                             | Łódź                                                                   | Polonia                                                                | 0 – 1                                                                  | Ungheria                                                               | Amichevole                                                             | -                                                                      | 46’                                                                    |
| 21-11-2007                                                             | Belgrado                                                               | Serbia                                                                 | 2 – 2                                                                  | Polonia                                                                | Qual. Euro 2008                                                        | 1                                                                      | 46’                                                                    |
| 27-2-2008                                                              | Wronki                                                                 | Polonia                                                                | 2 – 0                                                                  | Estonia                                                                | Amichevole                                                             | 1                                                                      |                                                                        |
| 26-3-2008                                                              | Cracovia                                                               | Polonia                                                                | 0 – 3                                                                  | Stati Uniti                                                            | Amichevole                                                             | -                                                                      | 46’                                                                    |
| 26-5-2008                                                              | Reutlingen                                                             | Polonia                                                                | 1 – 1                                                                  | Macedonia                                                              | Amichevole                                                             | 1                                                                      |                                                                        |
| Totale                                                                 |                                                                        | Presenze                                                               | 15                                                                     |                                                                        | Reti                                                                   | 7                                                                      |                                                                        |

## Palmarès

### Club

#### Competizioni nazionali
- Campionato polacco: 2

ŁKS Łódź: 1997-1998
Wisla Cracovia: 2007-2008